# Petrișor Petrescu
Petrișor Ionuț Petrescu (Sibiu, 29 giugno 1993) è un calciatore rumeno, centrocampista del Șelimbăr in prestito dall'Argeș Pitești.